# I scurt sârbesc
Je (Ј, ј) este o literă a alfabetului chirilic, folosit în limba sârbă, limba macedoneană, limba azeră, și limba altai . Îi ia locul tradiționalului и scurt (й) în alfabetul lui Vuk Stefanović Karadžić.

## Fonologie
În limba sârbă, limba macedoneană și limba azeră această literă se pronunță aproximativ ca /j/. Deoarece literele Я (ya), Є (ye) ,Ё (yo), Ї (yi) și Ю (yu) nu se folosesc în limbile mai sus menționate, ele se scriu separat ca Ja, Je, Jo, Jи și Jy.
Este de asemenea folosit în limba altai pentru a reprezenta /ʤ/.